# Charles Sweetser
Charles Sweetser (* 22. Januar 1808 in Dummerston, Vermont; † 14. April 1864 in Delaware, Ohio) war ein US-amerikanischer Politiker. Zwischen 1849 und 1853 vertrat er den Bundesstaat Ohio im US-Repräsentantenhaus.

## Leben
Im Jahr 1817 kam Charles Sweetser mit seinen Eltern nach Delaware im Staat Ohio, wo er die öffentlichen Schulen besuchte. Danach war er im Handel tätig. Nach einem anschließenden Jurastudium und seiner 1832 erfolgten Zulassung als Rechtsanwalt begann er in seiner neuen Heimatstadt Delaware in diesem Beruf zu arbeiten. Gleichzeitig schlug er als Mitglied der Demokratischen Partei eine politische Laufbahn ein.
Bei den Kongresswahlen des Jahres 1848 wurde Sweetser im zehnten Wahlbezirk von Ohio in das US-Repräsentantenhaus in Washington, D.C. gewählt, wo er am 4. März 1849 die Nachfolge von Daniel Duncan antrat. Nach einer Wiederwahl konnte er bis zum 3. März 1853 zwei Legislaturperioden im Kongress absolvieren. Diese Zeit war von den Diskussionen um die Frage der Sklaverei bestimmt. Im Jahr 1850 wurde der von US-Senator Henry Clay eingebrachte Kompromiss von 1850 verabschiedet. Ab 1851 war Duncan Vorsitzender des Ausschusses für öffentliche Ausgaben.
Nach dem Ende seiner Zeit im US-Repräsentantenhaus praktizierte er wieder als Anwalt. Er starb am 14. April 1864 in Delaware, wo er auch beigesetzt wurde.